# جان لوفيفر
جان لوفيفر (بالفرنسية: Jean Lefebvre)‏ هو ممثل فرنسي، ولد في 3 أكتوبر 1919 بفالنسيان في فرنسا، وتوفي في 9 يوليو 2004 بمراكش في المغرب بسبب نوبة قلبية.

## أعمال

### أفلام
- (1972) جزيرة الكنز

## وصلات خارجية
- جيان يفبفر على موقع IMDb (الإنجليزية)
- جيان يفبفر على موقع روتن توميتوز (الإنجليزية)
- جيان يفبفر على موقع ألو سيني (الفرنسية)
- جيان يفبفر على موقع أول موفي (الإنجليزية)
- جيان يفبفر على موقع قاعدة بيانات الأفلام السويدية (السويدية)
- جيان يفبفر على موقع ديسكوغز (الإنجليزية)
- جيان يفبفر على موقع قاعدة بيانات الفيلم (الإنجليزية)
- جيان يفبفر على موقع كينوبويسك (الروسية)